# Karel Sergej Dubovský
Brig. gen. Karel Sergej Dubovský (29. srpna 1889 Počenice – 23. března 1943 Věznice Plötzensee) byl československý legionář, důstojník a odbojář z období druhé světové války popravený nacisty.

## Život

### Mládí a první světová válka
Karel Sergej Dubovský se narodil 29. srpna 1889 v Počenicích na kroměřížsku v rodině řídícího učitele. Studoval na reálném gymnáziu v Kroměříži, kde v roce 1908 odmaturoval, následovalo studium na vysoké škole zemědělské ve Vídni, které ukončil v roce 1913 s kvalifikací lesního inženýra. Vojenskou službu v c. a k. armádě nastoupil téhož roku, v jejím rámci absolvoval důstojnický kurz. Po vypuknutí první světové války byl odeslán na ruskou frontu v Haliči, kde byl v listopadu 1914 těžce raněn. Po vyléčení sloužil do května 1916 jako proviantní podporučík, poté byl opět odeslán na frontu. V červenci téhož roku padl v hodnosti poručíka do ruského zajetí, kde přijal pravoslavný křest. Do Československých legií se přihlásil v roce 1917, absolvoval důstojnický kurz a dosáhl hodnosti poručíka. Následně se přihlásil do jednotek ve Francii, kam odplul v listopadu 1917. Byl zařazen ke střeleckému pluku, v roce 1918 studoval důstojnickou školu, poté velel rotě. Zúčastnil se bitvy u Vouziers a byl jmenován instruktorem Československé domobrany v Itálii. Dosáhl hodnosti kapitána.

### Mezi světovými válkami
Po návratu do Československa zůstal Karel Sergej Dubovský v armádě a v roce 1919 se zúčastnil na postu zástupce velitele praporu bojů s Maďary. Následně působil jako posádkový velitel v Ústí nad Labem, v roce 1920 studoval na škole generálního štábu, poté sloužil ve štábních funkcích na divizních velitelstvích. V letech 1922 a 1923 absolvoval studium na válečné škole a poté zastával velitelské funkce ve štábech divizí a brigád. Hodnostně stoupal, v letech 1928-1930 sloužil jako podnáčelník štábu Zemského vojenského velitelství v Košicích, následovaly velitelské funkce praporů a pluků. Před koncem samostatnosti Československa velel 18. pěšímu pluku v Plzni.

### Protinacistický odboj
Po německé okupaci v březnu 1939 okamžitě Karel Sergej Dubovský vstoupil do služeb Obrany národa. Po zatčení plk. Vlachého se stal velitelem jejího západočeského krajského velitelství. Sám byl gestapem zatčen na jaře 1940, vězněn byl v Plzni, Erbachu, Bayreuthu a Berlíně. Zvláštním soudem byl odsouzen k trestu smrti a 23. března 1943 popraven v berlínské věznici Plötzensee.

## Vyznamenání
- Československý válečný kříž 1914–1918
- Československá revoluční medaile
- Československá medaile Vítězství
- Francouzská pamětní medaile na Velkou válku
- Medaglia de la Unita di Italia
- Medaglia de la Fatiche di Guerra

## Posmrtná ocenění
- Karlovi Sergejovi Dubovskému byl in memoriam udělen Československý válečný kříž 1939
- Karel Sergej Dubovský byl v roce 1947 in memoriam povýšen do hodnosti brigádního generála.